# Blažej Vaščák
Blažej Vaščák (* 21. listopadu 1983, Krompachy, Československo) je slovenský fotbalista a bývalý reprezentant, od léta 2017 hráč klubu FK Senica. Je odchovancem sportovního fotbalového klubu v Širokém, mimo Slovensko působil na klubové úrovni v Itálii, ČR a Polsku.
Hraje na postu pravého útočníka nebo ofenzivního záložníka. Na svém kontě má čtyři starty za slovenský národní tým (v letech 2007–2008).

## Klubová kariéra
S celkem ŽP Podbrezová zažil po sezoně 2013/14 pod vedením trenéra Jaroslava Kentoše postup ze 2. slovenské ligy do 1. ligy.

V létě 2016 přestoupil do druholigového klubu FC Lokomotíva Košice, v únoru 2017 pak do MFK Skalica ze stejné ligy. V srpnu 2017 opět měnil dres, přestoupil do prvoligového týmu FK Senica.

## Reprezentační kariéra
Po dvouletém působení v italské lize se dočkal debutu v slovenské reprezentaci a zároveň se tak dostal do širší nominace slovenského národního týmu. V A-mužstvu Slovenska debutoval 13. října 2007 v kvalifikačním zápase v Dubnici nad Váhom proti reprezentaci San Marina (výhra 7:0).
Celkem nastoupil v letech 2007 až 2008 za slovenský národní tým ve čtyřech zápasech, gól nevstřelil.

### Reprezentační zápasy a góly
Zápasy Blažeje Vaščáka za A-mužstvo Slovenska
| Rok    | Zápasy | Góly |
| ------ | ------ | ---- |
| 2007   | 2      | 0    |
| 2008   | 2      | 0    |
| Celkem | 4      | 0    |